# Oliver Zaugg
Oliver Zaugg (Lachen, Schwyz kanton, 1981. május 9. –) svájci profi kerékpáros. 2011-ben megnyerte a Giro di Lombardiát. 2016-ban visszavonult a versenyzéstől.

## Sikerei
2004
- Giro d’Italia
  - 47., Összetett versenyben

2007
- Vuelta Espana
  - 15., Összetett versenyben
  - 5., 9. szakasz

2008
- Vuelta Espana
  - 11., Összetett versenyben
  - 7., 8. szakasz
  - 7., 12. szakasz

2009
- Vuelta Espana
  - 70., Összetett versenyben
- Országúti világbajnokság, mezőnyverseny
  - 28. hely

2010
- Vuelta Espana
  - 51., Összetett versenyben
  - 2., 1. szakasz (Csapatidőfutam)

2011
- Vuelta Espana
  - 6., 13. szakasz
- Giro di Lombardia
  - 1. hely

## Külső hivatkozások
- Életrajza a cyclingarchives.com oldalon